# Невероятные приключения Уоллеса и Громита: Неправильные штаны
«Неправильные штаны» (англ. The Wrong Trousers) — британский пластилиновый короткометражный мультфильм Ника Парка, снятый в студии Aardman Animations в 1993 году. Это первый мультфильм из серии «Невероятные приключения Уоллеса и Громита» (англ. The Incredible Adventures of Wallace and Gromit), повествующий о похождениях изобретателя Уоллеса и его очень умного пса Громита..

## Сюжет
Изобретатель Уоллес создаёт механические штаны на дистанционном управлении для выгуливания своего пса Громита, у которого сегодня день рождения. Но сам Громит не особенно рад такому подарку. Примерно в это же время Уоллес, чтобы оплатить присланные счета, сдаёт комнату в своем доме, которую раньше занимал Громит, пингвину, который позже оказывается находящимся в розыске грабителем. (Для маскировки пингвин перед ограблениями притворялся курицей, надев на голову красную резиновую перчатку.) Пингвин ловко втирается в доверие к Уоллесу, оттесняя от последнего Громита. Выясняется, что пингвин планирует ограбление выставки алмазов в городском музее, для чего намерен использовать Уоллеса и его брюки (их он специально переделывает таким образом, чтобы ими можно было управлять с пульта), а Громита он собирается нейтрализовать как лишнего свидетеля, окончательно выгнав его из дома. Тем не менее, Громит всё же узнаёт о планах пернатого преступника. Ночью пингвин осуществляет задуманное, но его затея едва не провалилась из-за сработавшей сигнализации. Дома пингвин запирает Уоллеса и Громита в шкафу, кладёт украденный алмаз в мешок и собирается уходить, но пленники вырываются из шкафа и начинается погоня по квартире, в ходе которой пингвин прыгает на игрушечный поезд и верхом на нём пытается сбежать. Во время движения он отцепляет от паровоза вагоны, переводит стрелку и весь состав без локомотива, с Уоллесом и Громитом, уходит на боковой путь, не достроенный до конца. Но отважный Громит перехватывает по пути коробку с запасными рельсами и, спешно прокладывая вагонам путь (он кладёт рельсовые фрагменты перед поездом), нагоняет паровоз с пингвином и в конечном итоге им удаётся схватить вора. Потом они отводят его в полицию, откуда пингвин попадает за решётку зоопарка.
Уоллес и Громит снова становятся друзьями. Уоллес говорит, что вознаграждения, полученного за поимку пингвина, им полностью хватило для того, чтобы покрыть все долги. В конце мы видим, как «неправильные» механические штаны, выброшенные на помойку за ненадобностью, вдруг сами встают и вместе с надетым на них мусорным баком уходят прочь из города на фоне заката.

## Озвучивание
Уоллес, единственный персонаж, обладающий в фильме даром речи, был озвучен английским актёром Питером Сэллисом.

## Награды
- Мультфильм «Неправильные Штаны» получил премию Оскар в номинации «Лучший анимационный короткометражный фильм» в 1993 году и признаётся самым лучшим мультфильмом о Уоллесе и Громите.